# Draeculacephala albipicta
Draeculacephala albipicta är en insektsart som beskrevs av Dietrich 1994. Draeculacephala albipicta ingår i släktet Draeculacephala och familjen dvärgstritar. Inga underarter finns listade i Catalogue of Life.